# Martinsville (Virginia)
Martinsville (oficialmente como City of Martinsville), fundada en 1957, es una de las 39 ciudades independientes del estado estadounidense de Virginia. En el año 2007, la ciudad tenía una población de 15,416 habitantes y una densidad poblacional de 543.1 personas por km². Para propósitos censales la Oficina de Análisis Económico combina a la Ciudad de Martinsville con el condado de Henry. Martinsville también forma parte de área micropolitana de Martinsville.
A 6 km del poblado se encuentra Martinsville Speedway, un autódromo que alberga carreras de la Copa NASCAR desde 1949.

## Geografía
Según la Oficina del Censo, la ciudad tiene un área total de 28,5 km² (11,0 mi²), de la cual 28,5 km² (11,0 mi²) es tierra y 0,1 km² (0 mi²) (0.20%) es agua.

## Demografía
Según el Censo de 2000, había 15,416 personas, 6,498 hogares y 4,022 familias residiendo en la localidad. La densidad de población era de 1,407.1 hab./km². Había 7,249 viviendas con una densidad media de 255.4 viviendas/km². El 55.38% de los habitantes eran blancos, el 42.55% afroamericanos, el 0.10% amerindios, el 0.47% asiáticos, el 0.00% isleños del Pacífico, el 0.69% de otras razas y el 0.81% pertenecía a dos o más razas. El 2.32% de la población eran hispanos o latinos de cualquier raza.
Los ingresos medios por hogar en la localidad eran de $60,794, y los ingresos medios por familia eran $61,075. Los hombres tenían unos ingresos medios de $38,643 frente a los $30,942 para las mujeres. La renta per cápita para el condado era de $21,048. Alrededor del 6.3% de la población estaban por debajo del umbral de pobreza.